# Argeios (Bildhauer)
Argeios (altgriechisch Ἀργεῖος, latinisiert Argius) ist möglicherweise der Name von einem oder zwei griechischen Bildhauern. Da die literarische und inschriftliche Überlieferung verschiedene Interpretationen zulässt, ist die tatsächliche Existenz eines Bildhauers dieses Namens unsicher.
Auf einer in Olympia gefundenen Statuenbasis des Bildhauers Argeiadas aus der ersten Hälfte des 5. Jahrhunderts v. Chr. findet sich der ungewöhnliche Zusatz Hagelada targgeion, in dem sein Vater Hageladas genannt wird. Ob mit dem zweiten Teil des Zusatzes die Herkunft des Vaters aus Argos betont wird oder ob es sich dabei um dessen Vater Argeios handelt, kann nicht entschieden werden. Plinius beginnt seine Liste der Schüler des Polykleitos in Olympia mit Argium Asopodorum, wobei auch hier unklar ist, ob es sich um einen weiteren Bildhauer namens Argeios handelt oder ob es sich um den seltenen Fall einer Voranstellung des Ethnikons handelt und damit auf die Herkunft des Asopodoros aus Argos hingewiesen wird. Ein aus Argos stammender Asopodoros findet sich auch auf der in Olympia gefundenen Statuenbasis, weshalb die Deutung als Herkunftsbezeichnung naheliegt.